# Alex Haley
Alexander Murray Palmer Haley (Alex Haley) (Ithaca, 11 de agosto de 1921 - Seattle, 10 de fevereiro de 1992) foi um escritor estadunidense. É conhecido principalmente por seus relatos sobre a escravidão.

## Carreira
Sua obra mais conhecida é "Roots: The Saga of an American Family", publicado em 1976. O romance foi adaptado duas vezes para a televisão. Suas obras se baseiam principalmente nas histórias de sua própria família, dando uma interpretação da viagem do africano Kunta Kinte para a América, durante o período da escravidão.
O sucesso da primeira obra foi fundamental para que Haley pudesse continuar escrevendo sobre a mesma temática. A história rendeu debates incessantes na televisão sobre a questão do preconceito contra negros nos EUA. Os debates aconteceram até a década de 1990.
Conheceu Malcom X, e Elija Mohamad, líder da Nação do Islã. O resultado desse contato foi a colaboração na publicação da "A Autobiografia de Malcom X", publicado em 1965.
Alex Haley usa de sua genealogia para traçar a história da escravidão através de suas "negras raízes".
Inicia com a história de seu quinto avô Kunta Kinte no século XVIII, que vivia em uma tribo na África Gâmbia, Africa Ocidental, onde foi capturado por traficantes de escravos. Antes do ocorrido, o autor relata os costumes da tribo, a educação das crianças a divisão do poder e as tradições. Depois, denuncia os horrores vividos pelos escravos nos navios negreiros. Mulheres eram estupradas pelos traficantes, a ponto de seus órgãos ficarem em carne viva, outros eram jogados no mar para aliviar a fome dos tubarões.
Quando seu quinto avô chega à América do Norte é vendido, foge várias vezes até ter metade de seu pé amputado. Quando finalmente muda de dono, passa a ser o caseiro da casa grande e se casa com a doméstica. O casal tem uma filha, que ao tentar fugir com o namorado, é vendida para uma outra família. A menina é estuprada pelo novo patrão e o autor novamente relata em detalhes todos os passos da escravidão negra nos Estados Unidos.
Foram 20 anos de pesquisa que trouxeram à luz, denúncias da escravidão, desmascarando a própria história, cheia de ideologias e de vencedores.
Alex Haley também descendia do clã Kinte.

## Trabalhos
- The Autobiography of Malcolm X (1965), biografia
- Super Fly T.N.T. (1973), roteiro
- Roots: The Saga of an American Family (1976), romance
- Alex Haley Tells the Story of His Search for Roots (1977) – gravação em 2 LP de uma palestra de duas horas
- Palmerstown, U.S.A. (1980-1981), série de TV
- A Different Kind of Christmas (1988), histórias
- Alex Haley's Queen: The Story of an American Family (1992), romance
- Alex Haley: The Playboy Interviews (1993), coleção
- Never Turn Back: Father Serra's Mission (Stories of America) (1993), editor, histórias
- Mama Flora's Family (1998), romance